# 太平丸
太平丸（学名：Echinocactus horizonthalonius），又名花王丸，金琥屬中植株最細小的品種，此屬亦只有這種開盤狀的花，产于美国西南部和墨西哥北部。是目前國際上的觀賞植物市場中最流行的一種仙人球。